# Неслухово
Неслухово (пол. Niesłuchowo) — село в Польщі, у гміні Бодзанув Плоцького повіту Мазовецького воєводства.
Населення — 346 осіб (2011).
У 1975-1998 роках село належало до Плоцького воєводства.

## Демографія
Демографічна структура станом на 31 березня 2011 року:
|          | Загалом | Допрацездатний вік | Працездатний вік | Постпрацездатний вік |
| -------- | ------- | ------------------ | ---------------- | -------------------- |
| Чоловіки | 168     | 38                 | 117              | 13                   |
| Жінки    | 178     | 30                 | 107              | 41                   |
| Разом    | 346     | 68                 | 224              | 54                   |